# Paul Stanley (альбом)
| Оценки критиков                  | Оценки критиков |
| Источник                         | Оценка          |
| -------------------------------- | --------------- |
| AllMusic                         | [ 1 ]           |
| Collector's Guide to Heavy Metal | 6/10            |
| Pitchfork                        | 2.0/10          |
| The Rolling Stone Album Guide    | [ 4 ]           |

Paul Stanley — сольный альбом ритм-гитариста и вокалиста американской хард-рок-группы Kiss Пола Стэнли, вышедший в 1978 году.

## Об альбоме
Paul Stanley — один из четырёх сольных альбомов участников Kiss, выпущенный 18 сентября 1978 года одновременно с альбомами Gene Simmons, Peter Criss и Ace Frehley.
Диск достиг 40-го места в американском чарте Billboard. Альбом содержит только песни Пола Стэнли, в то время как остальные сольные альбомы содержали по одной кавер-версии других групп.

## Список композиций

### Сторона 1
1. «Tonight You Belong to Me» (Пол Стэнли) — 4:39
2. «Move On» (Stanley, Микель Джапп) — 3:07
3. «Ain’t Quite Right» (Стэнли, Джапп) — 3:34
4. «Wouldn’t You Like to Know Me» (Стэнли) — 3:16
5. «Take Me Away (Together as One)» (Стэнли, Джапп) — 5:26

### Сторона 2
1. «It’s Alright» (Стэнли) — 3:31
2. «Hold Me, Touch Me (Think of Me When We’re Apart)» (Стэнли) — 3:40
3. «Love in Chains» (Стэнли) — 3:34
4. «Goodbye» (Стэнли) — 4:09

## Участники записи
- Пол Стэнли — вокал, бэк-вокал, ритм-гитара, акустическая гитара, E-Bow, все гитары на треке 7
- Боб Кулик — соло-гитара, акустическая гитара
- Стив Баслоу — бас на треках 1-5
- Ричи Фонтана — барабаны на треках 1-4
- Эрик Нельсон — бас на треках 6-9
- Крейг Крампф — барабаны на треках 6-9
- Кармайн Аппис — барабаны на треке 5
- Пеппи Кастро — бэк-вокал на треках 3 и 7
- Диана Грассели — бэк-вокал на треке 2
- Дуг (Глинг) Гацарос — пианино, струнные аранжировки и бэк-вокал на треке 7
- Стив Лейси — электрогитара на треке 8
- Мириам Наоми Вэил — бэк-вокал на треке 2
- Мария Видаль — бэк-вокал на треке 2

Технический персонал
- Джефф Гликсман — инженер, продюсер (на треках 5, 6, 8 и 9)
- Пол Групп — инженер
- Барбара Исаак — помощник инженера
- Джордж Марино — ремастеринг
- Пол Стэнли — продюсер, микширование
- Майк Стоун — микширование

## «Hold Me, Touch Me (Think of Me When We’re Apart)»
«Hold Me, Touch Me (Think of Me When We’re Apart)» - песня написанная Полом Стэнли, ритм-гитаристом и вокалистом американской хард-рок группы Kiss. Это единственный сингл с его одноимённого дебютного сольного альбома.

## О сингле
Сингл вошёл в топ-50 в США, достигнув 46-го места в чарте Billboard Hot 100. Песня продержалась в чарте 12 недель и стала вторым по успешности синглом из четырёх сольных альбомов, уступив каверу Эйса Фрейли на песню Расса Балларда «New York Groove», который достиг 13-го места и продержался в чарте  21 неделю. «Radioactive» Джина Симмонса стал третьим по успеху синглом с сольных альбомов Kiss, достигнув 47-го места в Billboard Hot 100 и продержавшись в чартах 8 недель, в то время как два сингла Питера Крисса, «You Matter to «Me» и «Don't You Let Me Down», не попали в чарты.

## Участники записи
- Пол Стэнли — вокал, бэк-вокал, ритм-гитара, соло-гитара, акустическая гитара, бас-гитара, E-Bow
- Крейг Крампф — барабаны
- Пеппи Кастро — бэк-вокал
- Дуг (Глинг) Гацарос — пианино, струнный ансамбль, бэк-вокал

Технический персонал
- Джефф Гликсман — инженер, продюсер
- Пол Групп — инженер
- Барбара Исаак — помощник инженера
- Джордж Марино — ремастеринг
- Пол Стэнли — продюсер, микширование
- Майк Стоун — микширование

## Чарты
Альбом — журнал Билбоард (Северная Америка)
| Год  | Чарт       | Позиция |
| ---- | ---------- | ------- |
| 1978 | Pop Albums | 40      |

Синглы — Чарт Билбоард (США)
| Год  | Сингл                                              | Чарт        | Позиция |
| ---- | -------------------------------------------------- | ----------- | ------- |
| 1978 | «Hold Me, Touch Me (Think of Me When We’re Apart)» | Pop Singles | 46      |

Синглы — Чарт Билбоард (Канада)
| Год  | Сингл                                              | Чарт        | Позиция |
| ---- | -------------------------------------------------- | ----------- | ------- |
| 1978 | «Hold Me, Touch Me (Think of Me When We’re Apart)» | Pop Singles | 64      |

Singles — Чарт Билбоард (Великобритания)
| Год  | Сингл                                              | Чарт        | Позиция |
| ---- | -------------------------------------------------- | ----------- | ------- |
| 1978 | «Hold Me, Touch Me (Think of Me When We’re Apart)» | Pop Singles | 48      |

| Сертификатор | Сертификация | Продано   |
| ------------ | ------------ | --------- |
| RIAA (U.S.)  | Platinum     | 1,000,000 |